# Helsingør község
Helsingør község (dánul: Helsingør Kommune) Dánia 98 községének (kommune, helyi önkormányzattal rendelkező közigazgatási egység) egyike.
A 2007. január 1-jén életbe lépő közigazgatási reform nem érintette.

## Települések
Települések és népességük:
- Gurre (382)
- Hellebæk (5447)
- Helsingør (46028 a község területén, összesen 47364)
- Hornbæk (3542)
- Kvistgård (930)
- Langesø (291)
- Stenstrup (1116)
- Tikøb (701)

### Külső hivatkozások
- Hivatalos honlap (dán)